# Vargtimmen (Lied)
Vargtimmen (deutsch Die Stunde des Wolfes) ist eine schwedische Ballade in traditionellem Stil. Sie handelt von einem Werwolf, der der Nacht entflieht.

## Ursprung
Bekannt wurde das Lied durch die schwedische Folk-Gruppe  Hedningarna. Sie veröffentlichten den Song auf ihrem 1994 erschienenen Album Trä. Geschrieben wurde die Ballade von Sanna Kurki-Suonio, Haalbus Mattson, Anders Norudde, Tor Lundmark, Björn Tolling und Tellu Paulasto. Als Intro und Bridge wurde ein traditioneller finnischer Gesangsteil verwendet. Der restliche Song basiert auf der von Anders Norudde (ehemals Stake) geschriebenen Melodie „Konvulsionslåten“ aus dem Jahr 1982, die er 1993 mit der Band „Blå bergens borduner“ aufnahm. Der Text der Ballade stammt von Tor Lundmark.
2001 veröffentlichte die Schwedisch singende, finnische Folk-Metal-Band Finntroll das Album Jaktens Tid, auf dem der Song zu hören ist.
Im Jahr 2011 wurde eine geremixte Version des Songs im Trailer zum Videospiel The Witcher 2 verwendet.

## Inhalt
Zu Beginn beschreibt das Lied die innere Zerrissenheit eines Werwolfs, der mit seinem Schicksal hadert, halb Mensch, halb Wolf zu sein. Der Protagonist erzählt, dass er eine Frau liebt, doch niemals versprechen könnte, ihr nicht weh zu tun. Kurz darauf gibt er an, eine andere zu lieben, aber nicht aus romantischer Liebe, sondern ihres Fleisches wegen. Das Lied führt allerdings nicht aus, ob er ihr tatsächlich etwas angetan hat. 
Zum Ende des Liedes verflucht er seine Einsamkeit und wünscht sich seine Geliebte zurück. Als die Sonne aufgeht, beschließt er, dass er wieder Mensch sein will und die Stunde des Wolfes nun vorbei ist.
Obwohl das Lied kein traditionelles schwedisches Volkslied ist, haben mehrere Mittelalter- und Folk-Bands das Lied in ihr Repertoire aufgenommen.

## Text
| Deutsche Übersetzung Im Herzen lauern Verrat und Lügen Wie kann ich weiter mit Sanftmut davon sprechen? Ich kann es nicht rückgängig machen, oder meinen Namen ändern bevor dir vergeben werden möge, beiße ich dein Haupt ab in Scham. Ich schwöre, dass ich dir nie schaden wollte Aber wo ich auch hin sehe, und selbst wenn ich bete so werde ich dir weh tun. Die Nacht dauert fort, aber der Sünder ist wach und die Stunde des Wolfes ist hier. Ich habe dir gesagt, dass ich dich liebe; das ist auch wahr. Aber ich könnte auch sagen, dass ich eine andere Liebe. Ich wollte sie fressen mit geiferndem Maul; ein Wolf würde das auch um seiner selbst willen tun. In meiner Einsamkeit – die kein anderer kennt - liebe ich sie beide und ich werde davon geplagt - ohne eine Strafe und ohne eine Schuld? Nur eines weiß ich, dass die Stunde des Wolfes da ist. Darf ich zu dir kommen? Nur eine kleine Weile. Luther ist nach Hause gegangen und ich will deinen Mund küssen. Dann werde ich entscheiden – es ist noch Zeit. Ich werde sehen, was passiert; das ist mein Leben. Vor diesem Tag, sah ich mich als ein Lamm Und so will ich sein und so möchte ich bleiben Ich möchte mich auf den Weg machen, dem werde ich nachgeben und nun steigt die Sonne auf und die Stunde des Wolfes flieht. |